# Stanley-Cup-Playoffs 2023
Die Playoffs um den Stanley Cup des Jahres 2023 begannen am 17. April 2023 und endeten am 13. Juni mit dem 4:1-Sieg der Vegas Golden Knights über die Florida Panthers. Die Golden Knights gewannen damit bei ihrer zweiten Finalteilnahme nach 2018 den ersten Titel ihrer noch vergleichsweise jungen Franchise-Geschichte. Zudem stellten sie mit Jonathan Marchessault den mit der Conn Smythe Trophy ausgezeichneten MVP sowie mit Jack Eichel den Topscorer der Playoffs. Die Panthers verloren ihr zweites Endspiel nach 1996 und sorgten zudem für das vierte Finale mit einer Beteiligung eines Teams aus Florida in Folge. Ferner waren in den Conference-Finals erstmals nur Teams aus dem Sun Belt vertreten.
Die Pittsburgh Penguins verpassten zum ersten Mal seit 2006 die post-season, sodass nach 16 aufeinander folgenden Playoff-Teilnahmen die längste aktive Serie dieser Art endete. Auch für die Nashville Predators und die Washington Capitals endete nach jeweils acht Playoff-Teilnahmen eine vergleichsweise lange Serie. Dem gegenüber qualifizierten sich die Seattle Kraken in ihrem zweiten Jahr erstmals für die Stanley-Cup-Playoffs, während die Buffalo Sabres ihren NHL-Negativrekord auf 12 Jahre in Folge ohne Playoff-Teilnahme ausbauten.
In der ersten Playoff-Runde wurden zum vierten Mal überhaupt sowie zum zweiten Mal in Folge über 50 Partien bestritten. Dabei wurden mit einem Verhältnis von 31:19 überwiegend Auswärtssiege eingefahren, was einen neuen NHL-Rekord darstellte.

## Modus
Nachdem sich aus jeder Division die drei punktbesten Teams sowie die zwei Wildcard-Teams der jeweiligen Conference qualifiziert hatten, starteten die im K.-o.-System ausgetragenen Playoffs. Die Divisionssieger trafen dabei in der ersten Runde auf die Wildcard-Teams der jeweiligen Conference, wobei der Divisionssieger mit den meisten Punkten auf das schlechtere der beiden Wildcard-Teams traf. Die übrigen Paarungen des Conference-Viertelfinals wurden divisionsintern unter den zweit- und drittplatzierten Teams ausgetragen.
Jede Conference spielte in der Folge im Conference-Viertelfinale, Conference-Halbfinale und im Conference-Finale ihren Sieger aus, der dann im Finale um den Stanley Cup antrat. Alle Serien jeder Runde wurden im Best-of-Seven-Modus ausgespielt, das heißt, dass ein Team vier Siege zum Erreichen der nächsten Runde benötigte. Das höher gesetzte Team hatte dabei in den ersten beiden Spiele Heimrecht, die nächsten beiden das gegnerische Team. Sollte bis dahin kein Sieger aus der Runde hervorgegangen sein, wechselte das Heimrecht von Spiel zu Spiel. So hatte die höher gesetzte Mannschaft in den Spielen 1, 2, 5 und 7, also vier der maximal sieben Spiele, einen Heimvorteil. Der Sieger der Eastern Conference wurde mit der Prince of Wales Trophy ausgezeichnet und der Sieger der Western Conference erhielt die Clarence S. Campbell Bowl.
Bei Spielen, die nach der regulären Spielzeit von 60 Minuten unentschieden blieben, folgte die Overtime, die im Gegensatz zur regulären Saison mit fünf Feldspielern gespielt wurde. Zudem endete sie durch das erste Tor (Sudden Death) und nicht, wie in der regulären Saison üblich, mit einem Shootout.

## Qualifizierte Teams
| Atlantic Division - A1: Boston Bruins - A2: Toronto Maple Leafs - A3: Tampa Bay Lightning Metropolitan Division - M1: Carolina Hurricanes - M2: New Jersey Devils - M3: New York Rangers Wild Cards - EWC1: New York Islanders - EWC2: Florida Panthers | Central Division - C1: Colorado Avalanche - C2: Dallas Stars - C3: Minnesota Wild Pacific Division - P1: Vegas Golden Knights - P2: Edmonton Oilers - P3: Los Angeles Kings Wild Cards - WWC1: Seattle Kraken - WWC2: Winnipeg Jets |

## Playoff-Baum
|  | Conference-Viertelfinale | Conference-Viertelfinale | Conference-Viertelfinale |      |                      | Conference-Halbfinale | Conference-Halbfinale | Conference-Halbfinale |  |  | Conference-Finale | Conference-Finale | Conference-Finale |  |  | Stanley-Cup-Finale | Stanley-Cup-Finale | Stanley-Cup-Finale |
|  |                          |                          |                          |      |                      |                       |                       |                       |  |  |                   |                   |                   |  |  |                    |                    |                    |
|  | A1                       | Boston Bruins            | 3                        |      |                      |                       |                       |                       |  |  |                   |                   |                   |  |  |                    |                    |                    |
|  | EWC2                     | Florida Panthers         | 4                        |      |                      |                       |                       |                       |  |  |                   |                   |                   |  |  |                    |                    |                    |
|  | EWC2                     | Florida Panthers         | 4                        | EWC2 | Florida Panthers     | 4                     |                       |                       |  |  |                   |                   |                   |  |  |                    |                    |                    |
|  |                          |                          |                          | EWC2 | Florida Panthers     | 4                     | Eastern Conference    |                       |  |  |                   |                   |                   |  |  |                    |                    |                    |
|  |                          | A2                       | Toronto Maple Leafs      | 1    |                      |                       |                       |                       |  |  |                   |                   |                   |  |  |                    |                    |                    |
|  | A2                       | A2                       | Toronto Maple Leafs      | 1    | Toronto Maple Leafs  | 4                     |                       |                       |  |  |                   |                   |                   |  |  |                    |                    |                    |
|  | A2                       |                          |                          |      | Toronto Maple Leafs  | 4                     |                       |                       |  |  |                   |                   |                   |  |  |                    |                    |                    |
|  | A3                       | Tampa Bay Lightning      | 2                        |      |                      |                       |                       |                       |  |  |                   |                   |                   |  |  |                    |                    |                    |
|  | A3                       | Tampa Bay Lightning      | 2                        | EWC2 | Florida Panthers     | 4                     |                       |                       |  |  |                   |                   |                   |  |  |                    |                    |                    |
|  |                          |                          |                          |      |                      |                       |                       |                       |  |  |                   |                   |                   |  |  |                    |                    |                    |
|  |                          | M1                       | Carolina Hurricanes      | 0    |                      |                       |                       |                       |  |  |                   |                   |                   |  |  |                    |                    |                    |
|  | M1                       | M1                       | Carolina Hurricanes      | 0    | Carolina Hurricanes  | 4                     |                       |                       |  |  |                   |                   |                   |  |  |                    |                    |                    |
|  | M1                       |                          |                          |      | Carolina Hurricanes  | 4                     |                       |                       |  |  |                   |                   |                   |  |  |                    |                    |                    |
|  | EWC1                     | New York Islanders       | 2                        |      |                      |                       |                       |                       |  |  |                   |                   |                   |  |  |                    |                    |                    |
|  | EWC1                     | New York Islanders       | 2                        | M1   | Carolina Hurricanes  | 4                     |                       |                       |  |  |                   |                   |                   |  |  |                    |                    |                    |
|  |                          |                          |                          | M1   | Carolina Hurricanes  | 4                     |                       |                       |  |  |                   |                   |                   |  |  |                    |                    |                    |
|  |                          | M2                       | New Jersey Devils        | 1    |                      |                       |                       |                       |  |  |                   |                   |                   |  |  |                    |                    |                    |
|  | M2                       | M2                       | New Jersey Devils        | 1    | New Jersey Devils    | 4                     |                       |                       |  |  |                   |                   |                   |  |  |                    |                    |                    |
|  | M2                       |                          |                          |      | New Jersey Devils    | 4                     |                       |                       |  |  |                   |                   |                   |  |  |                    |                    |                    |
|  | M3                       | New York Rangers         | 3                        |      |                      |                       |                       |                       |  |  |                   |                   |                   |  |  |                    |                    |                    |
|  | M3                       | New York Rangers         | 3                        | EWC2 | Florida Panthers     | 1                     |                       |                       |  |  |                   |                   |                   |  |  |                    |                    |                    |
|  |                          |                          |                          |      |                      |                       |                       |                       |  |  |                   |                   |                   |  |  |                    |                    |                    |
|  |                          | P1                       | Vegas Golden Knights     | 4    |                      |                       |                       |                       |  |  |                   |                   |                   |  |  |                    |                    |                    |
|  | C1                       | P1                       | Vegas Golden Knights     | 4    | Colorado Avalanche   | 3                     |                       |                       |  |  |                   |                   |                   |  |  |                    |                    |                    |
|  | C1                       |                          |                          |      | Colorado Avalanche   | 3                     |                       |                       |  |  |                   |                   |                   |  |  |                    |                    |                    |
|  | WWC1                     | Seattle Kraken           | 4                        |      |                      |                       |                       |                       |  |  |                   |                   |                   |  |  |                    |                    |                    |
|  | WWC1                     | Seattle Kraken           | 4                        | WWC1 | Seattle Kraken       | 3                     |                       |                       |  |  |                   |                   |                   |  |  |                    |                    |                    |
|  |                          |                          |                          | WWC1 | Seattle Kraken       | 3                     |                       |                       |  |  |                   |                   |                   |  |  |                    |                    |                    |
|  |                          | C2                       | Dallas Stars             | 4    |                      |                       |                       |                       |  |  |                   |                   |                   |  |  |                    |                    |                    |
|  | C2                       | C2                       | Dallas Stars             | 4    | Dallas Stars         | 4                     |                       |                       |  |  |                   |                   |                   |  |  |                    |                    |                    |
|  | C2                       |                          |                          |      | Dallas Stars         | 4                     |                       |                       |  |  |                   |                   |                   |  |  |                    |                    |                    |
|  | C3                       | Minnesota Wild           | 2                        |      |                      |                       |                       |                       |  |  |                   |                   |                   |  |  |                    |                    |                    |
|  | C3                       | Minnesota Wild           | 2                        | C2   | Dallas Stars         | 2                     |                       |                       |  |  |                   |                   |                   |  |  |                    |                    |                    |
|  |                          |                          |                          |      |                      |                       |                       |                       |  |  |                   |                   |                   |  |  |                    |                    |                    |
|  |                          | P1                       | Vegas Golden Knights     | 4    |                      |                       |                       |                       |  |  |                   |                   |                   |  |  |                    |                    |                    |
|  | P1                       | P1                       | Vegas Golden Knights     | 4    | Vegas Golden Knights | 4                     |                       |                       |  |  |                   |                   |                   |  |  |                    |                    |                    |
|  | P1                       |                          |                          |      | Vegas Golden Knights | 4                     |                       |                       |  |  |                   |                   |                   |  |  |                    |                    |                    |
|  | WWC2                     | Winnipeg Jets            | 1                        |      |                      |                       |                       |                       |  |  |                   |                   |                   |  |  |                    |                    |                    |
|  | WWC2                     | Winnipeg Jets            | 1                        | P1   | Vegas Golden Knights | 4                     |                       |                       |  |  |                   |                   |                   |  |  |                    |                    |                    |
|  |                          |                          |                          | P1   | Vegas Golden Knights | 4                     | Western Conference    |                       |  |  |                   |                   |                   |  |  |                    |                    |                    |
|  |                          | P2                       | Edmonton Oilers          | 2    |                      |                       |                       |                       |  |  |                   |                   |                   |  |  |                    |                    |                    |
|  | P2                       | P2                       | Edmonton Oilers          | 2    | Edmonton Oilers      | 4                     |                       |                       |  |  |                   |                   |                   |  |  |                    |                    |                    |
|  | P2                       |                          |                          |      | Edmonton Oilers      | 4                     |                       |                       |  |  |                   |                   |                   |  |  |                    |                    |                    |
|  | P3                       | Los Angeles Kings        | 2                        |      |                      |                       |                       |                       |  |  |                   |                   |                   |  |  |                    |                    |                    |

## Conference-Viertelfinale

### Eastern Conference

#### (A1) Boston Bruins – (EWC2) Florida Panthers
Die Boston Bruins trafen in der ersten Runde als Sieger der Presidents’ Trophy auf die Florida Panthers und schieden dabei durch eine 3:4-Niederlage überraschend aus. Insgesamt war es erst das zweite Aufeinandertreffen beider Teams in den Playoffs nach 1996, das ebenfalls Florida für sich entschieden hatte. Aufgrund Bostons von Rekorden geprägter Hauptrunde (meiste Punkte und meiste Siege der NHL-Historie) wurden Vergleiche mit dem Sweep der Columbus Blue Jackets gegen die Tampa Bay Lightning in der ersten Runde der Playoffs 2019 angestellt. Für besondere Schlagzeilen sorgte naturgemäß das siebte Spiel, in dem Florida erst in der Schlussminute ausgleichen konnte und letztlich in der Overtime gewann. Die Serie insgesamt stellte sich ausgeglichen dar, wobei die Bruins mehr Tore als die Panthers erzielten (27:26). Offensiv überzeugte für Florida vor allem Neuzugang Matthew Tkachuk mit elf Scorerpunkten, während Tyler Bertuzzi und Brad Marchand für die Bruins auf je zehn Punkte kamen. Im Tor der Bruins blieb Linus Ullmark mit einer Fangquote von 89,6 % deutlich unter seinen Leistungen der Hauptrunde und wurde im entscheidenden siebten Spiel durch Jeremy Swayman (87,5 %) ersetzt. Nur unwesentlich bessere Leistungen zeigte derweil das Tandem der Panthers um Sergei Bobrowski (89,1 %) und Alex Lyon (90,2 %), wobei das Team auf Spencer Knight verzichten musste.
| 17. April 2023 19.30 Uhr (Ortszeit) | Boston Bruins David Pastrňák (5:58) Brad Marchand (23:41) Jake DeBrusk (37:32) | 3:1 (1:0, 2:1, 0:0) Spielbericht Stand: 1:0 | Florida Panthers Matthew Tkachuk (26:34) | TD Garden, Boston, Massachusetts Zuschauer: 17.850 |

| 19. April 2023 19.30 Uhr | Boston Bruins Brad Marchand (32:13) Tyler Bertuzzi (37:01) Taylor Hall (58:50) | 3:6 (0:0, 2:2, 1:4) Spielbericht Stand: 1:1 | Florida Panthers Sam Bennett (21:42) Eric Staal (34:18) Brandon Montour (40:22) Carter Verhaeghe (47:00) Brandon Montour (52:30) Eetu Luostarinen (57:35) | TD Garden, Boston, Massachusetts Zuschauer: 17.850 |

| 21. April 2023 19.30 Uhr | Florida Panthers Gustav Forsling (54:41) Sam Reinhart (55:59) | 2:4 (0:1, 0:1, 2:2) Spielbericht Stand: 1:2 | Boston Bruins Taylor Hall (2:26) Charlie Coyle (26:00) David Pastrňák (48:32) Nick Foligno (51:45) | FLA Live Arena, Sunrise, Florida Zuschauer: 19.910 |

| 23. April 2023 15.30 Uhr | Florida Panthers Matthew Tkachuk (36:00) Sam Bennett (46:11) | 2:6 (0:1, 1:1, 1:4) Spielbericht Stand: 1:3 | Boston Bruins Brad Marchand (9:45) Jake DeBrusk (21:52) Tyler Bertuzzi (42:26) Jake DeBrusk (48:05) Taylor Hall (56:24) Taylor Hall (59:31) | FLA Live Arena, Sunrise, Florida Zuschauer: 19.771 |

| 26. April 2023 19.00 Uhr | Boston Bruins Brad Marchand (22:27) Patrice Bergeron (44:33) Taylor Hall (49:16) | 3:4 n. V. (0:1, 1:1, 2:1, 0:1) Stand: 3:2 | Florida Panthers Anthony Duclair (8:26) Sam Bennett (38:52) Sam Reinhart (45:14) Matthew Tkachuk (66:05) | TD Garden, Boston, Massachusetts Zuschauer: 17.850 |

| 28. April 2023 19.30 Uhr | Florida Panthers Brandon Montour (2:01) Matthew Tkachuk (13:52) Aleksander Barkov (29:22) Zac Dalpe (47:21) Matthew Tkachuk (50:49) Eetu Luostarinen (54:22) Sam Reinhart (59:22) | 7:5 (2:1, 1:1, 4:3) Spielbericht Stand: 3:3 | Boston Bruins Tyler Bertuzzi (6:09) David Pastrňák (25:42) Tyler Bertuzzi (41:31) David Pastrňák (43:53) Jake DeBrusk (50:22) | FLA Live Arena, Sunrise, Florida Zuschauer: 18.911 |

| 30. April 2023 18.30 Uhr | Boston Bruins David Krejčí (27:52) Tyler Bertuzzi (40:55) David Pastrňák (44:11) | 3:4 n. V. (0:1, 1:1, 2:1, 0:1) Spielbericht Stand: 3:4 | Florida Panthers Brandon Montour (12:23) Sam Reinhart (21:14) Brandon Montour (59:00) Carter Verhaeghe (68:35) | TD Garden, Boston, Massachusetts Zuschauer: 17.850 |

#### (A2) Toronto Maple Leafs – (A3) Tampa Bay Lightning
Zwischen den Toronto Maple Leafs und den Tampa Bay Lightning kam es zur Wiederauflage der Erstrunden-Begegnung des Vorjahres und zum zweiten Playoff-Aufeinandertreffen beider Teams überhaupt, wobei sich die Maple Leafs mit 4:2 durchsetzten. Sie beendeten damit eine Negativserie von sieben Erstrunden-Niederlagen in Folge und konnten zugleich erstmals seit 2004 wieder eine Playoff-Serie für sich entscheiden. Offensiv überzeugten Mitchell Marner (11 Scorerpunkte) und Auston Matthews (9) für Toronto sowie Anthony Cirelli und Nikita Kutscherow (jeweils 6) für Tampa. Im Duell der russischen Torhüter hingegen zeigten sowohl Ilja Samsonow (90,0 % Fangquote) für die Maple Leafs als auch Andrei Wassilewski (87,5 %) für die Lightning eher unterdurchschnittliche Leistungen.
| 18. April 2023 19.30 Uhr (Ortszeit) | Toronto Maple Leafs Ryan O’Reilly (28:06) William Nylander (33:11) Calle Järnkrok (48:06) | 3:7 (0:3, 2:3, 1:1) Spielbericht Stand: 0:1 | Tampa Bay Lightning Pierre-Édouard Bellemare (1:18) Anthony Cirelli (7:18) Nikita Kutscherow (19:56) Brayden Point (34:29) Corey Perry (37:54) Brayden Point (39:58) Ross Colton (46:09) | Scotiabank Arena, Toronto, Ontario Zuschauer: 19.013 |

| 20. April 2023 19.00 Uhr | Toronto Maple Leafs Mitchell Marner (0:47) John Tavares (12:45) William Nylander (15:08) John Tavares (33:14) Zach Aston-Reese (35:52) Mitchell Marner (38:02) John Tavares (55:06) | 7:2 (3:0, 3:1, 1:1) Spielbericht Stand: 1:1 | Tampa Bay Lightning Ian Cole (28:58) Corey Perry (52:38) | Scotiabank Arena, Toronto, Ontario Zuschauer: 19.128 |

| 22. April 2023 19.00 Uhr | Tampa Bay Lightning Anthony Cirelli (4:50) Brandon Hagel (19:28) Darren Raddysh (33:34) | 3:4 n. V. (2:2, 1:0, 0:1, 0:1) Spielbericht Stand: 1:2 | Toronto Maple Leafs Noel Acciari (3:24) Auston Matthews (11:10) Ryan O’Reilly (59:00) Morgan Rielly (79:15) | Amalie Arena, Tampa, Florida Zuschauer: 19.092 |

| 24. April 2023 19.30 Uhr | Tampa Bay Lightning Alexander Killorn (9:57) Michail Sergatschow (18:27) Steven Stamkos (31:31) Alexander Killorn (38:49) | 4:5 n. V. (2:0, 2:1, 0:3, 0:1) Spielbericht Stand: 1:3 | Toronto Maple Leafs Noel Acciari (24:51) Auston Matthews (49:44) Auston Matthews (52:29) Morgan Rielly (56:04) Alexander Kerfoot (64:14) | Amalie Arena, Tampa, Florida Zuschauer: 19.092 |

| 27. April 2023 19.00 Uhr | Toronto Maple Leafs Morgan Rielly (5:46) Auston Matthews (56:26) | 2:4 (1:1, 0:1, 1:2) Spielbericht Stand: 3:2 | Tampa Bay Lightning Anthony Cirelli (6:12) Michael Eyssimont (24:23) Nick Paul (51:53) Alexander Killorn (59:55) | Scotiabank Arena, Toronto, Ontario Zuschauer: 19.663 |

| 29. April 2023 19.00 Uhr | Tampa Bay Lightning Steven Stamkos (44:11) | 1:2 n. V. (0:0, 0:1, 1:0, 0:1) Spielbericht Stand: 2:4 | Toronto Maple Leafs Auston Matthews (33:47) John Tavares (64:36) | Amalie Arena, Tampa, Florida Zuschauer: 19.092 |

#### (M1) Carolina Hurricanes – (EWC1) New York Islanders
Die Carolina Hurricanes und die New York Islanders trafen zum zweiten Mal nach 2019 aufeinander, was nun – nach einem 4:0-Erfolg für Carolina vor vier Jahren – mit einem 4:2-Sieg der Hurricanes einen ähnlichen Ausgang nahm. Abermals war Kapitän Sebastian Aho mit sieben Punkten bester Scorer der Hurricanes, gefolgt von fünf Vorlagen von Sommer-Neuzugang Brent Burns. Fünf Scorerpunkte erreichten bei den Islanders derweil nur Kyle Palmieri und Brock Nelson. Auf der Torhüterposition übertraf Ilja Sorokin (92,4 % Fangquote) von den Islanders zwar sein Gegenüber Antti Raanta (90,6 %), in der sechsten Partie allerdings wechselten die Hurricanes zu Frederik Andersen, der nur ein Tor zuließ, 97,1 % aller Schüsse parierte und die Serie somit letztlich für Carolina mitentschied.
| 17. April 2023 19.00 Uhr (Ortszeit) | Carolina Hurricanes Sebastian Aho (3:47) Stefan Noesen (22:27) | 2:1 (1:0, 1:1, 0:0) Spielbericht Stand: 1:0 | New York Islanders Ryan Pulock (22:51) | PNC Arena, Raleigh, North Carolina Zuschauer: 18.680 |

| 19. April 2023 19.00 Uhr | Carolina Hurricanes Paul Stastny (5:49) Stefan Noesen (27:19) Jaccob Slavin (52:19) Jesper Fast (65:03) | 4:3 n. V. (1:0, 1:2, 1:1, 1:0) Spielbericht Stand: 2:0 | New York Islanders Kyle Palmieri (30:48) Mathew Barzal (39:39) Brock Nelson (49:18) | PNC Arena, Raleigh, North Carolina Zuschauer: 18.680 |

| 21. April 2023 19.00 Uhr | New York Islanders Casey Cizikas (32:49) Kyle Palmieri (56:09) Matt Martin (56:53) Scott Mayfield (58:11) Anders Lee (58:27) | 5:1 (0:0, 1:1, 4:0) Spielbericht Stand: 1:2 | Carolina Hurricanes Jesper Fast (36:56) | UBS Arena, Elmont, New York Zuschauer: 17.255 |

| 23. April 2023 13.00 Uhr | New York Islanders Adam Pelech (43:14) Bo Horvat (57:57) | 2:5 (0:1, 0:2, 2:2) Spielbericht Stand: 1:3 | Carolina Hurricanes Seth Jarvis (4:05) Martin Nečas (21:15) Sebastian Aho (33:30) Seth Jarvis (41:20) Mackenzie MacEachern (54:01) | UBS Arena, Elmont, New York Zuschauer: 17.255 |

| 25. April 2023 19.00 Uhr | Carolina Hurricanes Paul Stastny (33:10) Sebastian Aho (50:28) | 2:3 (0:1, 1:2, 1:0) Spielbericht Stand: 3:2 | New York Islanders Pierre Engvall (10:27) Brock Nelson (23:16) Mathew Barzal (38:05) | PNC Arena, Raleigh, North Carolina Zuschauer: 18.680 |

| 28. April 2023 19.00 Uhr | New York Islanders Cal Clutterbuck (9:21) | 1:2 n. V. (1:0, 0:0, 0:1, 0:1) Spielbericht Stand: 2:4 | Carolina Hurricanes Sebastian Aho (49:24) Paul Stastny (66:00) | UBS Arena, Elmont, New York Zuschauer: 17.255 |

#### (M2) New Jersey Devils – (M3) New York Rangers
In der ersten Runde kam es in der Metropolitan Division zum Aufeinandertreffen der New Jersey Devils und der New York Rangers, wobei sich die beiden Rivalen bereits zum siebten Mal in den Playoffs gegenüberstanden, zuletzt im Conference-Finale 2012. In einer ausgeglichenen Serie (17:17 Tore) benötigte es die volle Distanz von sieben Spielen, um letztlich mit dem 4:3-Sieg der New Jersey Devils einen Sieger zu ermitteln – dies, obwohl die Rangers zwischenzeitlich bereits eine 2:0-Führung herausgespielt hatten. In einer vergleichsweise defensiv geführten Serie machten dabei vor allem die Torhüter den Unterschied, wobei New Jersey nach den ersten beiden Niederlagen von Vítek Vaněček (82,7 % Fangquote) auf den Schweizer Rookie Akira Schmid wechselte, der mit 95,1 % gehaltener Schüsse, einem Gegentorschnitt von 1,38 und zwei Shutouts herausragende Leistungen zeigte. Auch Igor Schestjorkin auf Seiten der Rangers verblieb mit einer Fangquote von 93,1 % überdurchschnittlich. Beste Scorer wurden Chris Kreider (9 Punkte) auf Seiten New Yorks sowie Erik Haula (6) auf Seiten New Jerseys.
| 18. April 2023 19.00 Uhr (Ortszeit) | New Jersey Devils Jack Hughes (57:14) | 1:5 (0:2, 0:1, 1:2) Spielbericht Stand: 0:1 | New York Rangers Wladimir Tarassenko (4:58) Chris Kreider (9:30) Ryan Lindgren (36:57) Chris Kreider (51:07) Filip Chytil (58:02) | Prudential Center, Newark, New Jersey Zuschauer: 16.514 |

| 20. April 2023 19.30 Uhr | New Jersey Devils Erik Haula (11:44) | 1:5 (1:0, 0:3, 0:2) Spielbericht Stand: 0:2 | New York Rangers Wladimir Tarassenko (25:53) Chris Kreider (29:57) Chris Kreider (36:00) Patrick Kane (46:34) Kaapo Kakko (53:05) | Prudential Center, Newark, New Jersey Zuschauer: 16.760 |

| 22. April 2023 20.00 Uhr | New York Rangers Chris Kreider (23:39) | 1:2 n. V. (0:0, 1:1, 0:0, 0:1) Spielbericht Stand: 2:1 | New Jersey Devils Jack Hughes (30:37) Dougie Hamilton (71:36) | Madison Square Garden, New York City, New York Zuschauer: 18.006 |

| 24. April 2023 19.00 Uhr | New York Rangers Vincent Trocheck (41:42) | 1:3 (0:1, 0:0, 1:2) Spielbericht Stand: 2:2 | New Jersey Devils Jack Hughes (2:50) Jonas Siegenthaler (48:22) Ondřej Palát (59:34) | Madison Square Garden, New York City, New York Zuschauer: 18.006 |

| 27. April 2023 19.30 Uhr | New Jersey Devils Ondřej Palát (0:39) Erik Haula (23:27) Dawson Mercer (33:32) Erik Haula (54:48) | 4:0 (1:0, 2:0, 1:0) Spielbericht Stand: 3:2 | New York Rangers | Prudential Center, Newark, New Jersey Zuschauer: 17.114 |

| 29. April 2023 20.00 Uhr | New York Rangers Chris Kreider (19:35) Mika Zibanejad (30:10) Wladimir Tarassenko (38:25) Barclay Goodrow (47:23) Braden Schneider (52:28) | 5:2 (1:1, 2:0, 2:1) Spielbericht Stand: 3:3 | New Jersey Devils Curtis Lazar (11:49) Dawson Mercer (55:12) | Madison Square Garden, New York City, New York Zuschauer: 18.006 |

| 1. Mai 2023 20.00 Uhr | New Jersey Devils Michael McLeod (29:53) Tomáš Tatar (35:39) Erik Haula (54:27) Jesper Bratt (56:41) | 4:0 (0:0, 2:0, 2:0) Spielbericht Stand: 4:3 | New York Rangers | Prudential Center, Newark, New Jersey Zuschauer: 17.241 |

### Western Conference

#### (C1) Colorado Avalanche – (WWC1) Seattle Kraken
Die Colorado Avalanche traf als amtierender Stanley-Cup-Sieger in der ersten Runde auf die Seattle Kraken und musste dabei eine relativ überraschende 3:4-Niederlage hinnehmen. Für Seattle war es die erste Playoff-Teilnahme im zweiten Spieljahr des neu gegründeten Franchise und zugleich die erste seit 99 Jahren für die Stadt, als die Seattle Metropolitans um den Stanley Cup des Jahres 1924 antraten. In einer ausgeglichenen Serie, in der Colorado sogar mehr Tore als Seattle erzielte (19:18), war es letztlich unter anderem die Torhüterposition, auf der Philipp Grubauer (92,6 % Fangquote) für die Kraken den Unterschied gegenüber Alexander Georgijew (91,4 %) auf Seiten der Avalanche machte. Ferner überzeugte Seattle wie auch bereits in der Hauptrunde durch einen breit aufgestellten Kader, in dem nur zwei Feldspieler ohne Scorerpunkt blieben, gegenüber zehn auf Seiten Colorados. Zugleich stellte die Avalanche, die komplett auf Kapitän Gabriel Landeskog verzichten musste, mit Mikko Rantanen (10 Punkte; 7 Tore) den besten Scorer und Torschützen der Serie. Bester Scorer der Kraken wurde Yanni Gourde mit sechs Punkten.
| 18. April 2023 20.00 Uhr (Ortszeit) | Colorado Avalanche Mikko Rantanen (12:35) | 1:3 (1:1, 0:1, 0:1) Spielbericht Stand: 0:1 | Seattle Kraken Eeli Tolvanen (3:26) Alexander Wennberg (21:20) Morgan Geekie (44:03) | Ball Arena, Denver, Colorado Zuschauer: 18.138 |

| 20. April 2023 19.30 Uhr | Colorado Avalanche Artturi Lehkonen (26:42) Waleri Nitschuschkin (27:30) Devon Toews (52:59) | 3:2 (0:2, 2:0, 1:0) Spielbericht Stand: 1:1 | Seattle Kraken Justin Schultz (2:40) Brandon Tanev (13:27) | Ball Arena, Denver, Colorado Zuschauer: 18.141 |

| 22. April 2023 19.00 Uhr | Seattle Kraken Jaden Schwartz (6:08) Jamie Oleksiak (32:51) Matty Beniers (33:10) Jaden Schwartz (59:20) | 4:6 (1:2, 2:1, 1:3) Spielbericht Stand: 1:2 | Colorado Avalanche J. T. Compher (16:07) Nathan MacKinnon (19:15) Cale Makar (24:33) Mikko Rantanen (43:01) Nathan MacKinnon (44:29) Mikko Rantanen (57:46) | Climate Pledge Arena, Seattle, Washington Zuschauer: 17.151 |

| 24. April 2023 19.00 Uhr | Seattle Kraken Will Borgen (3:56) Daniel Sprong (10:09) Jordan Eberle (63:00) | 3:2 n. V. (2:0, 0:2, 0:0, 1:0) Spielbericht Stand: 2:2 | Colorado Avalanche Mikko Rantanen (34:08) Mikko Rantanen (39:10) | Climate Pledge Arena, Seattle, Washington Zuschauer: 17.151 |

| 26. April 2023 19.30 Uhr | Colorado Avalanche Nathan MacKinnon (27:55) Evan Rodrigues (56:23) | 2:3 (0:0, 1:2, 1:1) Spielbericht Stand: 2:3 | Seattle Kraken Morgan Geekie (26:35) Tye Kartye (29:59) Yanni Gourde (41:40) | Ball Arena, Denver, Colorado Zuschauer: 18.143 |

| 28. April 2023 19.00 Uhr | Seattle Kraken Vince Dunn (15:48) | 1:4 (1:1, 0:2, 0:1) Spielbericht Stand: 3:3 | Colorado Avalanche Mikko Rantanen (19:40) Erik Johnson (27:21) Artturi Lehkonen (36:57) Artturi Lehkonen (59:48) | Climate Pledge Arena, Seattle, Washington Zuschauer: 17.151 |

| 30. April 2023 19.30 Uhr | Colorado Avalanche Mikko Rantanen (39:32) | 1:2 (0:0, 1:2, 0:0) Spielbericht Stand: 3:4 | Seattle Kraken Oliver Bjorkstrand (23:24) Oliver Bjorkstrand (27:22) | Ball Arena, Denver, Colorado Zuschauer: 18.143 |

#### (C2) Dallas Stars – (C3) Minnesota Wild
In der ersten Runde trafen die Dallas Stars zum zweiten Mal in der Playoff-Historie auf die Minnesota Wild, was mit einem 4:2-Erfolg für Dallas den gleichen Ausgang nahm wie das erste Aufeinandertreffen in der ersten Runde der Playoffs 2016. Für die Wild bedeutete dies die siebte Erstrunden-Niederlage in Serie, was zu diesem Zeitpunkt – durch das zeitgleiche Weiterkommen Torontos – die längste aktive Negativserie dieser Art der Liga darstellte. Für Dallas überzeugten vor allem Roope Hintz, der mit zwölf Punkten bester Scorer der gesamten ersten Runde wurde, sowie Torhüter Jake Oettinger mit einer Fangquote von 92,9 % und einem Gegentorschnitt von 2,01. Für Minnesota hingegen erreichte kein Akteur mehr als sechs Scorerpunkte, während Filip Gustavsson im Tor (92,1 %; 2,33; Marc-André Fleury bestritt Spiel 2) durchaus ebenfalls überdurchschnittliche Leistungen zeigte.
| 17. April 2023 20.30 Uhr (Ortszeit) | Dallas Stars Roope Hintz (22:08) Jason Robertson (24:13) | 2:3 n. V. (0:1, 2:1, 0:0, 0:0, 0:1) Spielbericht Stand: 0:1 | Minnesota Wild Kirill Kaprisow (19:12) Sam Steel (34:25) Ryan Hartman (92:20) | American Airlines Center, Dallas, Texas Zuschauer: 18.532 |

| 19. April 2023 20.30 Uhr | Dallas Stars Roope Hintz (4:14) Tyler Seguin (11:20) Jamie Benn (24:07) Jewgeni Dadonow (25:34) Jewgeni Dadonow (36:08) Roope Hintz (36:56) Roope Hintz (52:16) | 7:3 (2:1, 4:2, 1:0) Spielbericht Stand: 1:1 | Minnesota Wild Oskar Sundqvist (16:11) Marcus Johansson (31:54) Frédérick Gaudreau (32:05) | American Airlines Center, Dallas, Texas Zuschauer: 18.532 |

| 21. April 2023 20.30 Uhr | Minnesota Wild Mats Zuccarello (16:45) Marcus Johansson (22:14) Marcus Foligno (31:24) Mats Zuccarello (54:07) Ryan Hartman (58:10) | 5:1 (1:0, 2:1, 2:0) Spielbericht Stand: 2:1 | Dallas Stars Luke Glendening (22:25) | Xcel Energy Center, Saint Paul, Minnesota Zuschauer: 19.309 |

| 23. April 2023 17.30 Uhr | Minnesota Wild John Klingberg (45:58) Frédérick Gaudreau (58:40) | 2:3 (0:0, 0:1, 2:2) Spielbericht Stand: 2:2 | Dallas Stars Tyler Seguin (35:42) Jewgeni Dadonow (43:05) Tyler Seguin (56:29) | Xcel Energy Center, Saint Paul, Minnesota Zuschauer: 19.331 |

| 25. April 2023 19.00 Uhr | Dallas Stars Tyler Seguin (2:22) Jason Robertson (11:04) Mason Marchment (21:19) Ty Dellandrea (56:03) | 4:0 (2:0, 1:0, 1:0) Spielbericht Stand: 3:2 | Minnesota Wild | American Airlines Center, Dallas, Texas Zuschauer: 18.532 |

| 28. April 2023 20.30 Uhr | Minnesota Wild Frédérick Gaudreau (52:53) | 1:4 (0:1, 0:2, 1:1) Spielbericht Stand: 2:4 | Dallas Stars Roope Hintz (6:22) Wyatt Johnston (33:37) Mason Marchment (39:59) Max Domi (59:03) | Xcel Energy Center, Saint Paul, Minnesota Zuschauer: 19.389 |

#### (P1) Vegas Golden Knights – (WWC2) Winnipeg Jets
Als Erster der Pacific Division trafen die Vegas Golden Knights zum zweiten Mal in der Playoff-Historie auf die Winnipeg Jets, was mit einem 4:1-Erfolg für Vegas den gleichen Ausgang nahm wie das erste Aufeinandertreffen im Conference-Finale der Playoffs 2018. Beste Scorer der Golden Knights wurden Kapitän Mark Stone und Chandler Stephenson mit jeweils acht Punkten, während offensiv für die Jets vor allem Verteidiger Neal Pionk mit sieben Vorlagen und Blake Wheeler mit sechs Punkten überzeugten. Auf der Torhüterposition übertraf derweil Laurent Brossoit sein Gegenüber mit einer Fangquote von 91,6 % deutlich, wobei Connor Hellebuyck (88,6 %) auch deutlich nicht an die Leistungen der Hauptrunde bzw. der letzten Jahre anknüpfen konnte.
| 18. April 2023 18.30 Uhr (Ortszeit) | Vegas Golden Knights William Karlsson (35:49) | 1:5 (0:0, 1:2, 0:3) Spielbericht Stand: 0:1 | Winnipeg Jets Kyle Connor (21:24) Pierre-Luc Dubois (22:26) Blake Wheeler (43:53) Adam Lowry (58:39) Adam Lowry (59:41) | T-Mobile Arena, Paradise, Nevada Zuschauer: 18.006 |

| 20. April 2023 19.00 Uhr | Vegas Golden Knights William Karlsson (25:54) Jack Eichel (30:25) Chandler Stephenson (45:37) Mark Stone (53:01) Mark Stone (57:30) | 5:2 (0:1, 2:1, 3:0) Spielbericht Stand: 1:1 | Winnipeg Jets Adam Lowry (9:18) Kevin Stenlund (36:01) | T-Mobile Arena, Paradise, Nevada Zuschauer: 18.333 |

| 22. April 2023 15.00 Uhr | Winnipeg Jets Kyle Connor (9:07) Nino Niederreiter (42:04) Mark Scheifele (54:08) Adam Lowry (59:38) | 4:5 n. V. (1:2, 0:2, 3:0, 0:0, 0:1) Spielbericht Stand: 1:2 | Vegas Golden Knights Chandler Stephenson (2:52) Jack Eichel (6:18) Jack Eichel (30:46) Keegan Kolesar (37:45) Michael Amadio (83:40) | Canada Life Centre, Winnipeg, Manitoba Zuschauer: 15.324 |

| 24. April 2023 20.30 Uhr | Winnipeg Jets Blake Wheeler (5:53) Pierre-Luc Dubois (42:57) | 2:4 (1:1, 0:2, 1:1) Spielbericht Stand: 1:3 | Vegas Golden Knights Brett Howden (9:53) William Karlsson (33:32) Iwan Barbaschow (34:19) Brett Howden (59:43) | Canada Life Centre, Winnipeg, Manitoba Zuschauer: 15.324 |

| 27. April 2023 19.00 | Vegas Golden Knights Chandler Stephenson (0:50) Mark Stone (20:42) William Karlsson (24:41) Chandler Stephenson (28:37) | 4:1 (1:0, 3:0, 0:1) Spielbericht Stand: 4:1 | Winnipeg Jets Kyle Connor (54:22) | T-Mobile Arena, Paradise, Nevada Zuschauer: 18.476 |

#### (P2) Edmonton Oilers – (P3) Los Angeles Kings
Die Edmonton Oilers und die Los Angeles Kings standen sich zum insgesamt neunten Mal sowie zum zweiten Mal in Folge in den Playoffs gegenüber, wobei sich Edmonton (wie im Vorjahr; 4:3) mit 4:2 durchsetzte. Wie in der Hauptrunde waren es erneut Leon Draisaitl (11 Punkte) und Connor McDavid (10), die den Unterschied für die Oilers machten, wobei jedoch auch Abwehrspieler Evan Bouchard mit 10 Punkten offensiv überzeugte. Draisaitl gelang es dabei am Ende dieser Serie zeitweise, den zweithöchsten Punkteschnitt in der Playoff-Historie aufzuweisen: Der Deutsche verzeichnete zu diesem Zeitpunkt im Schnitt 1,63 Punkte pro Playoffspiel, wobei er Mario Lemieux (1,61) übertraf und nur nach wie vor von Wayne Gretzky (1,84) überboten wird. Auf Seiten der Kings avancierte Adrian Kempe zum besten Scorer (8), während beide Torhüter in einer insgesamt offensiv geprägten Serie eher unterdurchschnittliche Leistungen zeigten. Stuart Skinner für Edmonton (89,0 % Fangquote) und Joonas Korpisalo für Los Angeles (89,2 %) begegneten sich dabei in etwa auf Augenhöhe und wurden je einmal durch ihren jeweiligen Backup Jack Campbell bzw. Pheonix Copley ersetzt.
| 17. April 2023 20.00 Uhr (Ortszeit) | Edmonton Oilers Leon Draisaitl (6:57) Evan Bouchard (12:31) Leon Draisaitl (48:46) | 3:4 n. V. (2:0, 0:0, 1:3, 0:1) Spielbericht Stand: 0:1 | Los Angeles Kings Adrian Kempe (40:52) Adrian Kempe (51:23) Anže Kopitar (59:43) Alex Iafallo (69:19) | Rogers Place, Edmonton, Alberta Zuschauer: 18.347 |

| 19. April 2023 20.00 Uhr | Edmonton Oilers Derek Ryan (2:34) Leon Draisaitl (12:06) Klim Kostin (42:20) Evander Kane (59:37) | 4:2 (2:0, 0:2, 2:0) Spielbericht Stand: 1:1 | Los Angeles Kings Phillip Danault (34:38) Gabriel Vilardi (39:16) | Rogers Place, Edmonton, Alberta Zuschauer: 18.347 |

| 21. April 2023 19.00 Uhr | Los Angeles Kings Alex Iafallo (19:27) Adrian Kempe (29:40) Trevor Moore (63:24) | 3:2 n. V. (1:0, 1:2, 0:0, 1:0) Spielbericht Stand: 2:1 | Edmonton Oilers Connor McDavid (27:42) Connor McDavid (29:22) | Crypto.com Arena, Los Angeles, Kalifornien Zuschauer: 18.230 |

| 23. April 2023 18.00 Uhr | Los Angeles Kings Gabriel Vilardi (9:25) Viktor Arvidsson (16:48) Anže Kopitar (18:11) Matt Roy (44:28) | 4:5 n. V. (3:0, 0:3, 1:1, 0:1) Spielbericht Stand: 2:2 | Edmonton Oilers Evan Bouchard (24:55) Leon Draisaitl (29:41) Leon Draisaitl (39:49) Evander Kane (56:58) Zach Hyman (70:39) | Crypto.com Arena, Los Angeles, Kalifornien Zuschauer: 18.367 |

| 25. April 2023 19.30 Uhr | Edmonton Oilers Evander Kane (8:08) Leon Draisaitl (10:40) Brett Kulak (14:12) Nick Bjugstad (31:49) Zach Hyman (35:47) Nick Bjugstad (44:26) | 6:3 (3:2, 2:0, 1:1) Spielbericht Stand: 3:2 | Los Angeles Kings Alex Iafallo (13:12) Adrian Kempe (17:35) Quinton Byfield (46:33) | Rogers Place, Edmonton, Alberta Zuschauer: 18.347 |

| 29. April 2023 19.00 Uhr | Los Angeles Kings Sean Durzi (8:13) Adrian Kempe (26:36) Kevin Fiala (28:16) Phillip Danault (47:46) | 4:5 (1:2, 2:2, 1:1) Spielbericht Stand: 2:4 | Edmonton Oilers Connor McDavid (1:25) Klim Kostin (12:12) Leon Draisaitl (24:06) Klim Kostin (30:54) Kailer Yamamoto (56:57) | Crypto.com Arena, Los Angeles, Kalifornien Zuschauer: 18.230 |

## Conference-Halbfinale

### Eastern Conference

#### (A2) Toronto Maple Leafs – (EWC2) Florida Panthers
Zum ersten Mal überhaupt standen sich in den Playoffs die Toronto Maple Leafs und die Florida Panthers gegenüber, wobei die Panthers durch einen 4:1-Erfolg ins Conference-Finale einzogen. Auf Seiten der Panthers zeigte vor allem Torhüter Sergei Bobrowski mit einer Fangquote von 94,3 % und einem Gegentorschnitt von 1,89 überragende Leistungen, die von Ilja Samsonow (89,2 %) sowie im Verlauf der Serie auch von Joseph Woll (92,1 %) auf Seiten der Maple Leafs nicht zu erreichen waren. In einer vergleichsweise defensiv geführten Serie kamen nur Aaron Ekblad und Matthew Tkachuk auf fünf Scorerpunkte; bester Scorer Torontos wurde Verteidiger Morgan Rielly (4), während die üblichen Leistungsträger Matthews, Tavares oder Marner kaum Einfluss hatten.
| 2. Mai 2023 19.00 Uhr (Ortszeit) | Toronto Maple Leafs Matthew Knies (28:09) Michael Bunting (34:51) | 2:4 (0:1, 2:2, 0:1) Spielbericht Stand: 0:1 | Florida Panthers Nick Cousins (9:25) Sam Bennett (27:58) Carter Verhaeghe (37:47) Brandon Montour (52:24) | Scotiabank Arena, Toronto, Ontario Zuschauer: 19.244 |

| 4. Mai 2023 19.00 Uhr | Toronto Maple Leafs Alexander Kerfoot (2:20) Ryan O’Reilly (5:10) | 2:3 (2:1, 0:2, 0:0) Spielbericht Stand: 0:2 | Florida Panthers Anton Lundell (11:13) Aleksander Barkov (20:19) Gustav Forsling (21:06) | Scotiabank Arena, Toronto, Ontario Zuschauer: 19.387 |

| 7. Mai 2023 18.30 Uhr | Florida Panthers Anthony Duclair (22:36) Carter Verhaeghe (32:38) Sam Reinhart (63:02) | 3:2 n. V. (0:1, 2:1, 0:0, 1:0) Spielbericht Stand: 3:0 | Toronto Maple Leafs Sam Lafferty (2:26) Erik Gustafsson (27:32) | FLA Live Arena, Sunrise, Florida Zuschauer: 19.911 |

| 10. Mai 2023 19.00 Uhr | Florida Panthers Sam Reinhart (52:13) | 1:2 (0:0, 0:1, 1:1) Spielbericht Stand: 3:1 | Toronto Maple Leafs William Nylander (23:29) Mitchell Marner (50:03) | FLA Live Arena, Sunrise, Florida Zuschauer: 19.868 |

| 12. Mai 2023 19.00 Uhr | Toronto Maple Leafs Morgan Rielly (27:50) William Nylander (55:33) | 2:3 n. V. (0:2, 1:0, 1:0, 0:1) Spielbericht Stand: 1:4 | Florida Panthers Aaron Ekblad (3:31) Carter Verhaeghe (16:18) Nick Cousins (75:32) | Scotiabank Arena, Toronto, Ontario Zuschauer: 19.513 |

#### (M1) Carolina Hurricanes – (M2) New Jersey Devils
Die Carolina Hurricanes trafen zum fünften Mal in den Playoffs auf die New Jersey Devils und zogen dabei mit einem 4:1-Erfolg in die nächste Runde ein. Zuletzt waren die Teams 2009 aufeinandergetroffen, was mit einem 4:3 für Carolina einen ähnlichen Ausgang nahm. Für Carolina überzeugte offensiv etwas überraschend vor allem Jordan Martinook, der mit zehn Scorerpunkten seine bisherige Playoff-Statistik fast verdoppelte (zuvor 11 Punkte aus 40 Spielen). Zudem trugen Jesper Fast und Jordan Staal jeweils sechs Punkte bei, ein Wert, den auf Seiten der Devils nur Jack Hughes erreichte. Im Tor übertraf Frederik Andersen, der in der dritten Partie durch Pjotr Kotschetkow ersetzt wurde, seine Gegenüber mit einer Fangquote von 91,8 % deutlich. New Jersey setzte derweil zu etwa gleichen Teilen auf Akira Schmid (87,4 %) und Vítek Vaněček (82,4 %).
| 3. Mai 2023 19.00 Uhr (Ortszeit) | Carolina Hurricanes Brett Pesce (9:41) Seth Jarvis (14:43) Jesperi Kotkaniemi (21:55) Brady Skjei (50:17) Jesper Fast (56:44) | 5:1 (2:0, 1:1, 2:0) Spielbericht Stand: 1:0 | New Jersey Devils Nathan Bastian (25:02) | PNC Arena, Raleigh, North Carolina Zuschauer: 18.735 |

| 5. Mai 2023 20.00 Uhr | Carolina Hurricanes Jesperi Kotkaniemi (21:35) Jesperi Kotkaniemi (23:58) Jordan Staal (37:25) Martin Nečas (39:44) Jordan Martinook (52:48) Stefan Noesen (53:42) | 6:1 (0:0, 4:0, 2:1) Spielbericht Stand: 2:0 | New Jersey Devils Miles Wood (43:49) | PNC Arena, Raleigh, North Carolina Zuschauer: 18.9822 |

| 7. Mai 2023 15.30 Uhr | New Jersey Devils Timo Meier (5:58) Jack Hughes (10:55) Michael McLeod (12:31) Nico Hischier (20:53) Damon Severson (25:33) Miles Wood (43:08) Jack Hughes (45:17) Ondřej Palát (50:47) | 8:4 (3:0, 2:2, 3:2) Spielbericht Stand: 1:2 | Carolina Hurricanes Sebastian Aho (22:00) Jordan Martinook (32:18) Jordan Staal (47:21) Seth Jarvis (48:11) | Prudential Center, Newark, New Jersey Zuschauer: 16.514 |

| 9. Mai 2023 19.00 Uhr | New Jersey Devils Jack Hughes (1:55) | 1:6 (1:1, 0:5, 0:0) Spielbericht Stand: 1:3 | Carolina Hurricanes Martin Nečas (17:40) Martin Nečas (27:26) Brett Pesce (29:51) Jesper Fast (31:07) Brent Burns (32:46) Jordan Martinook (39:36) | Prudential Center, Newark, New Jersey Zuschauer: 17.016 |

| 11. Mai 2023 19.00 Uhr | Carolina Hurricanes Jaccob Slavin (20:50) Brent Burns (39:22) Jesper Fast (67:09) | 3:2 n. V. (0:1, 2:1, 0:0, 1:0) Spielbericht Stand: 4:1 | New Jersey Devils Dawson Mercer (15:06) Timo Meier (27:15) | PNC Arena, Raleigh, North Carolina Zuschauer: 18.841 |

### Western Conference

#### (C2) Dallas Stars – (WWC1) Seattle Kraken
Im ersten Aufeinandertreffen zwischen den Dallas Stars und den Seattle Kraken benötigte es die volle Distanz von sieben Spielen, um in den Stars einen 4:3-Sieger zu finden und die erste Playoff-Teilnahme der Kraken zu beenden. In einer ausgeglichenen Serie (26:26 Tore) bestach unter anderem Joe Pavelski für Dallas, der mit acht Toren in einer Playoff-Serie einen neuen Franchise-Rekord aufstellte. Zudem steuerte Max Domi acht Scorerpunkte bei, ebenso wie Jordan Eberle auf Seiten der Kraken. Auf der Torhüterposition begegneten sich Jake Oettinger für die Stars (87,7 % Fangquote) und Philipp Grubauer für Seattle (87,4 %) derweil auf Augenhöhe, zeigten in einer offensiv geführten Serie insgesamt jedoch eher unterdurchschnittliche Leistungen.
| 2. Mai 2023 20.30 Uhr (Ortszeit) | Dallas Stars Joe Pavelski (2:25) Joe Pavelski (12:18) Joe Pavelski (49:50) Joe Pavelski (53:23) | 4:5 n. V. (2:4, 0:0, 2:0, 0:1) Spielbericht Stand: 0:1 | Seattle Kraken Jaden Schwartz (11:25) Justin Schultz (14:28) Oliver Bjorkstrand (14:39) Jordan Eberle (15:20) Yanni Gourde (72:17) | American Airlines Center, Dallas, Texas Zuschauer: 18.532 |

| 4. Mai 2023 20.30 Uhr | Dallas Stars Wyatt Johnston (23:43) Jewgeni Dadonow (29:05) Joe Pavelski (36:57) Tyler Seguin (50:59) | 4:2 (0:0, 3:1, 1:1) Spielbericht Stand: 1:1 | Seattle Kraken Tye Kartye (31:05) Jordan Eberle (56:32) | American Airlines Center, Dallas, Texas Zuschauer: 18.532 |

| 7. Mai 2023 18.30 Uhr | Seattle Kraken Jordan Eberle (22:10) Alexander Wennberg (23:36) Carson Soucy (26:30) Matty Beniers (28:22) Eeli Tolvanen (39:21) Yanni Gourde (41:49) Justin Schultz (57:30) | 7:2 (0:0, 5:1, 2:1) Spielbericht Stand: 2:1 | Dallas Stars Mason Marchment (32:40) Jani Hakanpää (47:00) | Climate Pledge Arena, Seattle, Washington Zuschauer: 17.151 |

| 9. Mai 2023 18.30 Uhr | Seattle Kraken Jaden Schwartz (31:46) Jaden Schwartz (43:24) Adam Larsson (55:49) | 3:6 (0:1, 1:4, 2:1) Spielbericht Stand: 2:2 | Dallas Stars Jamie Benn (17:13) Thomas Harley (24:46) Max Domi (29:35) Joe Pavelski (30:50) Roope Hintz (39:07) Max Domi (57:39) | Climate Pledge Arena, Seattle, Washington Zuschauer: 17.151 |

| 11. Mai 2023 20.30 Uhr | Dallas Stars Wyatt Johnston (3:57) Roope Hintz (5:35) Joe Pavelski (20:35) Roope Hintz (51:20) Radek Faksa (56:43) | 5:2 (2:0, 1:2, 2:0) Spielbericht Stand: 3:2 | Seattle Kraken Adam Larsson (21:59) Jared McCann (27:30) | American Airlines Center, Dallas, Texas Zuschauer: 18.532 |

| 13. Mai 2023 16.00 Uhr | Seattle Kraken Yanni Gourde (8:59) Jordan Eberle (16:46) Eeli Tolvanen (21:34) Tye Kartye (24:23) Matty Beniers (48:43) Jordan Eberle (59:02) | 6:3 (2:1, 2:1, 2:1) Spielbericht Stand: 3:3 | Dallas Stars Mason Marchment (9:30) Joe Pavelski (25:37) Joel Kiviranta (48:58) | Climate Pledge Arena, Seattle, Washington Zuschauer: 17.151 |

| 15. Mai 2023 19.00 Uhr | Dallas Stars Roope Hintz (35:59) Wyatt Johnston (52:48) | 2:1 (0:0, 1:0, 1:1) Spielbericht Stand: 4:3 | Seattle Kraken Oliver Bjorkstrand (59:41) | American Airlines Center, Dallas, Texas Zuschauer: 18.756 |

#### (P1) Vegas Golden Knights – (P2) Edmonton Oilers
In der ersten Playoff-Begegnung der Vegas Golden Knights und der Edmonton Oilers zogen die Golden Knights durch einen 4:2-Erfolg in die nächste Runde ein. Für Vegas überzeugte vor allem Jack Eichel mit neun sowie Jonathan Marchessault mit 8 Scorerpunkten, wobei Letzterem im sechsten Spiel ein Hattrick innerhalb eines Spieldrittels gelang. Auf Seiten der Oilers verzeichnete Connor McDavid 10 Punkte, während Leon Draisaitl (7) nach vier Toren im ersten Spiel nur noch ein Punkt in den letzten vier Partien gelang. Im Tor wechselten die Golden Knights nach der zweiten Partie von Laurent Brossoit (84,1 % Fangquote) zu Adin Hill, der anschließend mit 93,4 % gehaltener Schüsse maßgeblichen Anteil am Weiterkommen hatte. Auf Seiten der Oilers gelang es Stuart Skinner (87,5 %) nicht, mit diesen Leistungen gleichzuziehen, wobei er dreimal kurzzeitig durch Jack Campbell (95,7 %) ersetzt wurde.
| 3. Mai 2023 18.30 Uhr (Ortszeit) | Vegas Golden Knights Iwan Barbaschow (4:36) Michael Amadio (9:54) Mark Stone (18:23) Iwan Barbaschow (42:36) Chandler Stephenson (43:26) Jack Eichel (59:36) | 6:4 (3:2, 0:0, 3:2) Spielbericht Stand: 1:0 | Edmonton Oilers Leon Draisaitl (3:56) Leon Draisaitl (19:49) Leon Draisaitl (41:35) Leon Draisaitl (48:33) | T-Mobile Arena, Paradise, Nevada Zuschauer: 18.243 |

| 5. Mai 2023 19.00 Uhr | Vegas Golden Knights Iwan Barbaschow (41:36) | 1:5 (0:4, 0:1, 1:0) Spielbericht Stand: 1:1 | Edmonton Oilers Leon Draisaitl (2:21) Evan Bouchard (7:01) Connor McDavid (11:11) Leon Draisaitl (16:17) Connor McDavid (31:43) | T-Mobile Arena, Paradise, Nevada Zuschauer: 18.504 |

| 8. Mai 2023 18.30 Uhr | Edmonton Oilers Warren Foegele (2:45) | 1:5 (1:2, 0:3, 0:0) Spielbericht Stand: 1:2 | Vegas Golden Knights Jonathan Marchessault (4:44) Jonathan Marchessault (19:09) Zach Whitecloud (27:25) Jack Eichel (32:03) Chandler Stephenson (37:13) | Rogers Place, Edmonton, Alberta Zuschauer: 18.347 |

| 10. Mai 2023 19.00 Uhr | Edmonton Oilers Nick Bjugstad (6:46) Evan Bouchard (7:38) Mattias Ekholm (13:30) Ryan Nugent-Hopkins (34:45) | 4:1 (3:0, 1:0, 0:1) Spielbericht Stand: 2:2 | Vegas Golden Knights Nicolas Roy (45:58) | Rogers Place, Edmonton, Alberta Zuschauer: 18.347 |

| 12. Mai 2023 19.00 Uhr | Vegas Golden Knights Jack Eichel (3:52) Mark Stone (34:05) Reilly Smith (34:34) Nicolas Hague (35:34) | 4:3 (1:2, 3:0, 0:1) Spielbericht Stand: 3:2 | Edmonton Oilers Connor McDavid (3:02) Zach Hyman (3:56) Connor McDavid (42:40) | T-Mobile Arena, Paradise, Nevada Zuschauer: 18.519 |

| 14. Mai 2023 20.00 Uhr | Edmonton Oilers Connor McDavid (0:55) Warren Foegele (2:43) | 2:5 (2:1, 0:3, 0:1) Spielbericht Stand: 2:4 | Vegas Golden Knights Reilly Smith (0:24) Jonathan Marchessault (24:26) Jonathan Marchessault (27:44) Jonathan Marchessault (38:36) William Karlsson (59:21) | Rogers Place, Edmonton, Alberta Zuschauer: 18.347 |

## Conference-Finale

### Eastern Conference

#### (M1) Carolina Hurricanes – (EWC2) Florida Panthers
Im Endspiel der Eastern Conference standen sich die Carolina Hurricanes und die Florida Panthers gegenüber, wobei sich die Panthers mit einem 4:0-Sweep durchsetzten, somit die Prince of Wales Trophy gewannen und ins Stanley-Cup-Finale einzogen. Die Hurricanes waren zuletzt 2019 im Conference-Finale vertreten, wobei sie durch eine damalige 0:4-Niederlage gegen Boston nun insgesamt neun verlorene Spiele in Folge in dieser Playoff-Runde verzeichneten. Die Panthers hingegen spielten zuletzt 1996 und nun zum zweiten Mal überhaupt ein Conference-Finale. In einer trotz des Endstandes vergleichsweise engen Serie, in der alle Spiele mit einem Tor und zwei in der Overtime entschieden wurden, überzeugte offensiv vor allem Floridas Matthew Tkachuk mit vier Treffern, von denen drei spielentscheidend waren. Auf Seiten der Hurricanes erreichte derweil kein Akteur mehr als zwei Scorerpunkte. Im Tor der Panthers zeigte Sergei Bobrowski mit einer Fangquote von 96,6 % und einem Gegentorschnitt von 1,12 herausragende Leistungen, an die Frederik Andersen (92,1 %) und Antti Raanta (92,3 %) nicht heranreichen konnten. Darüber hinaus wurde die erste Partie der Serie mit 79:47 Minuten in der Overtime zur sechstlängsten Partie in der Geschichte der Stanley-Cup-Playoffs.
| 18. Mai 2023 20.00 Uhr (Ortszeit) | Carolina Hurricanes Seth Jarvis (19:48) Stefan Noesen (43:47) | 2:3 n. V. (1:0, 0:2, 1:0, 0:0, 0:0, 0:0, 0:1) Spielbericht Stand: 1:0 | Florida Panthers Aleksander Barkov (35:28) Carter Verhaeghe (37:43) Matthew Tkachuk (139:47) | PNC Arena, Raleigh, North Carolina Zuschauer: 18.680 |

| 20. Mai 2023 20.00 Uhr | Carolina Hurricanes Jalen Chatfield (1:43) | 1:2 n. V. (1:0, 0:1, 0:0, 0:1) Spielbericht Stand: 0:2 | Florida Panthers Aleksander Barkov (27:43) Matthew Tkachuk (61:51) | PNC Arena, Raleigh, North Carolina Zuschauer: 18.854 |

| 22. Mai 2023 20.00 Uhr | Florida Panthers Sam Reinhart (30:05) | 1:0 (0:0, 1:0, 0:0) Spielbericht Stand: 3:0 | Carolina Hurricanes | FLA Live Arena, Sunrise, Florida Zuschauer: 19.873 |

| 24. Mai 2023 20.00 Uhr | Florida Panthers Anthony Duclair (0:41) Matthew Tkachuk (10:23) Ryan Lomberg (29:49) Matthew Tkachuk (59:55) | 4:3 (2:1, 1:1, 1:1) Spielbericht Stand: 4:0 | Carolina Hurricanes Paul Stastny (13:03) Teuvo Teräväinen (22:51) Jesper Fast (56:38) | FLA Live Arena, Sunrise, Florida Zuschauer: 20.065 |

### Western Conference

#### (P1) Vegas Golden Knights – (C2) Dallas Stars
Im Finale der Western Conference um die Clarence S. Campbell Bowl zogen die Vegas Golden Knights durch einen 4:2-Erfolg gegen die Dallas Stars ins Endspiel um den Stanley Cup ein. Dies stellte das zweite Playoff-Aufeinandertreffen beider Teams dar, wobei sich Dallas drei Jahre zuvor an gleicher Stelle mit einem 4:1-Sieg durchgesetzt hatte. Für die Stars stellte dies auch die letzte Teilnahme am Conference-Finale dar, während Vegas (unter zwischenzeitlich anderem Format) auch 2021 in der Runde der letzten Vier vertreten war. Adin Hill parierte im Tor der Golden Knights 93,9 % aller Schüsse, was sein Gegenüber Jake Oettinger mit einer Fangquote von 87,7 % deutlich nicht erreichte. Offensiv überzeugten für Vegas abermals Jonathan Marchessault und William Karlsson mit 7 bzw. 6 Scorerpunkten, während auf Seiten der Stars vor allem Jason Robertson mit fünf Treffern bestach. Dallas’ Kapitän Jamie Benn wurde nach einem Cross-Check in der dritten Partie für zwei Spiele gesperrt, was letztlich die einzigen beiden siegreichen Begegnungen für die Stars bleiben sollten. Ebenfalls für die Stars verzeichnete währenddessen Joe Pavelski sein insgesamt 73. Playoff-Tor und überholte damit Alexander Owetschkin (72) als der Akteur mit den meisten Treffern in der post-season unter allen aktiven Spielern.
| 19. Mai 2023 17.30 Uhr (Ortszeit) | Vegas Golden Knights William Karlsson (29:17) William Karlsson (41:19) Teodors Bļugers (49:20) Brett Howden (61:35) | 4:3 n. V. (0:1, 1:0, 2:2, 1:0) Spielbericht Stand: 1:0 | Dallas Stars Jason Robertson (18:44) Roope Hintz (44:01) Jamie Benn (58:01) | T-Mobile Arena, Paradise, Nevada Zuschauer: 18.271 |

| 21. Mai 2023 12.00 Uhr | Vegas Golden Knights Mark Stone (10:08) Jonathan Marchessault (57:38) Chandler Stephenson (61:12) | 3:2 n. V. (1:1, 0:1, 1:0, 1:0) Spielbericht Stand: 2:0 | Dallas Stars Miro Heiskanen (2:47) Jason Robertson (29:21) | T-Mobile Arena, Paradise, Nevada Zuschauer: 18.358 |

| 23. Mai 2023 19.00 Uhr | Dallas Stars | 0:4 (0:3, 0:1, 0:0) Spielbericht Stand: 0:3 | Vegas Golden Knights Jonathan Marchessault (1:11) Iwan Barbaschow (5:57) William Carrier (7:10) Alex Pietrangelo (28:28) | American Airlines Center, Dallas, Texas Zuschauer: 18.532 |

| 25. Mai 2023 19.00 Uhr | Dallas Stars Jason Robertson (15:42) Jason Robertson (37:21) Joe Pavelski (63:18) | 3:2 n. V. (1:1, 1:1, 0:0, 1:0) Spielbericht Stand: 1:3 | Vegas Golden Knights William Karlsson (4:17) Jonathan Marchessault (30:23) | American Airlines Center, Dallas, Texas Zuschauer: 18.532 |

| 27. Mai 2023 17.00 Uhr | Vegas Golden Knights Iwan Barbaschow (13:36) Chandler Stephenson (23:20) | 2:4 (1:1, 1:1, 0:2) Spielbericht Stand: 3:2 | Dallas Stars Luke Glendening (15:24) Jason Robertson (25:29) Ty Dellandrea (50:35) Ty Dellandrea (52:02) | T-Mobile Arena, Paradise, Nevada Zuschauer: 18.546 |

| 29. Mai 2023 19.00 Uhr | Dallas Stars | 0:6 (0:3, 0:1, 0:2) Spielbericht Stand: 2:4 | Vegas Golden Knights William Carrier (3:41) William Karlsson (10:25) Keegan Kolesar (14:00) Jonathan Marchessault (30:25) William Karlsson (42:06) Michael Amadio (52:25) | American Airlines Center, Dallas, Texas Zuschauer: 18.532 |

## Stanley-Cup-Finale

### (P1) Vegas Golden Knights – (EWC2) Florida Panthers
Im Stanley-Cup-Finale standen sich die Vegas Golden Knights und die Florida Panthers gegenüber, wobei die Golden Knights mit einem 4:1-Erfolg ihren ersten Stanley Cup der noch vergleichsweise jungen Franchise-Geschichte errangen. Beide Teams, die zum ersten Mal in den Playoffs aufeinandertrafen, bestritten dabei ihr zweites Endspiel: Vegas unterlag 2018 den Washington Capitals (1:4), während Florida 1996 einen Sweep der Colorado Avalanche hinnehmen musste. Demzufolge traten zwei Teams gegeneinander an, die beide um ihren ersten Stanley Cup spielten, was zum siebten Mal in der NHL-Historie passierte – zuletzt im erwähnten Endspiel von 2018. Außerdem war der Staat Florida zum vierten Mal in Folge im Endspiel vertreten, zuvor dreimal durch die Tampa Bay Lightning.
In einer relativ einseitigen Serie überzeugten für Vegas vor allem Kapitän Mark Stone mit 9 sowie Jack Eichel und Jonathan Marchessault mit jeweils 8 Scorerpunkten. Auf Seiten der Panthers kam derweil kein Akteur auf mehr als vier Punkte. Im Tor der Golden Knights partierte Adin Hill 92,3 % aller Schüsse, während Sergei Bobrowski auf der Gegenseite mit einer Fangquote von nur 84,4 % deutlich nicht an die bisherigen Playoff-Leistungen anknüpfen konnte. Die neun Tore im letztlich entscheidenden fünften Spiel stellten derweil einen Bestwert in der Playoff-Historie dar, der zuvor nur jeweils einmal in den Endspielen 1942 (Toronto) und 1936 (Detroit) erreicht wurde.
Die Conn Smythe Trophy als MVP erhielt Jonathan Marchessault von den Golden Knights, dem diese Ehre als erstem ungedrafteten Spieler seit Wayne Gretzky (1988) zuteilwurde. Die Scorerliste führte Jack Eichel an, der neben Kapitän Mark Stone oder auch Chandler Stephenson als ein Beispiel für die gute Transferpolitik und letztlich den Erfolg der Golden Knights angesehen wird. Diese wurden damit auch zum zweitschnellsten Expansion Team nach den Edmonton Oilers (1984), das den Stanley Cup gewinnen konnte. Ebenso sind sie damit das erste im 21. Jahrhundert gegründete Franchise der „Big Four“ (NHL, NFL, MLB, NBA) mit einem Titelgewinn.
| 3. Juni 2023 17.00 Uhr (Ortszeit) | Vegas Golden Knights Jonathan Marchessault (17:18) Shea Theodore (30:54) Zach Whitecloud (46:59) Mark Stone (53:41) Reilly Smith (58:15) | 5:2 (1:1, 1:1, 3:0) Spielbericht Stand: 1:0 | Florida Panthers Eric Staal (9:40) Anthony Duclair (39:49) | T-Mobile Arena, Paradise, Nevada Zuschauer: 18.432 |

| 5. Juni 2023 17.00 Uhr | Vegas Golden Knights Jonathan Marchessault (7:05) Alec Martinez (17:59) Nicolas Roy (22:59) Brett Howden (27:10) Jonathan Marchessault (42:10) Michael Amadio (50:33) Brett Howden (57:52) | 7:2 (2:0, 2:0, 3:2) Spielbericht Stand: 2:0 | Florida Panthers Anton Lundell (40:14) Matthew Tkachuk (52:44) | T-Mobile Arena, Paradise, Nevada Zuschauer: 18.561 |

| 8. Juni 2023 20.00 Uhr | Florida Panthers Brandon Montour (4:08) Matthew Tkachuk (57:47) Carter Verhaeghe (64:27) | 3:2 n. V. (1:1, 0:1, 1:0, 1:0) Spielbericht Stand: 1:2 | Vegas Golden Knights Mark Stone (16:03) Jonathan Marchessault (34:59) | FLA Live Arena, Sunrise, Florida Zuschauer: 19.735 |

| 10. Juni 2023 20.00 Uhr | Florida Panthers Brandon Montour (36:09) Aleksander Barkov (43:50) | 2:3 (0:1, 1:2, 1:0) Spielbericht Stand: 1:3 | Vegas Golden Knights Chandler Stephenson (1:39) Chandler Stephenson (27:28) William Karlsson (31:04) | FLA Live Arena, Sunrise, Florida Zuschauer: 19.986 |

| 13. Juni 2023 17.00 Uhr | Vegas Golden Knights Mark Stone (11:52) Nicolas Hague (13:41) Alec Martinez (30:28) Reilly Smith (32:13) Mark Stone (37:15) Michael Amadio (39:58) Iwan Barbaschow (48:22) Mark Stone (54:06) Nicolas Roy (58:58) | 9:3 (2:0, 4:1, 3:2) Spielbericht Stand: 4:1 | Florida Panthers Aaron Ekblad (22:15) Sam Reinhart (48:47) Sam Bennett (51:39) | T-Mobile Arena, Paradise, Nevada Zuschauer: 19.058 |

### Stanley-Cup-Sieger
25 der 27 unten genannten Spieler waren durch einen Einsatz im Stanley-Cup-Finale oder dadurch, dass sie mehr als die Hälfte der Spiele der regulären Saison absolviert haben, automatisch für die Gravur auf der Trophäe qualifiziert. Ben Hutton und Brayden Pachal erreichten diese „harten“ Kriterien nicht, wurden allerdings dennoch auf der auf dem Stanley Cup verewigt. Mehrere Akteure gewannen dabei nicht ihren ersten Stanley Cup: Iwan Barbaschow, Alex Pietrangelo und Chandler Stephenson waren bereits einmal erfolgreich, während Alec Martinez, Jonathan Quick und Phil Kessel nun bereits den dritten Titel errangen. Darüber hinaus wurden erstmals vier Torhüter einer Mannschaft auf der Trophäe verewigt.
| Stanley-Cup-Sieger Vegas Golden Knights | Torhüter: Laurent Brossoit, Adin Hill, Jonathan Quick, Logan Thompson Verteidiger: Nicolas Hague, Ben Hutton, Alec Martinez, Brayden McNabb, Brayden Pachal, Alex Pietrangelo, Shea Theodore, Zach Whitecloud Angreifer: Michael Amadio, Iwan Barbaschow, Teodors Bļugers, William Carrier, Paul Cotter, Jack Eichel, Brett Howden, William Karlsson, Phil Kessel, Keegan Kolesar, Jonathan Marchessault, Nicolas Roy, Reilly Smith, Chandler Stephenson, Mark Stone (C) Cheftrainer: Bruce Cassidy General Manager: Kelly McCrimmon |

## Beste Scorer
Abkürzungen: Sp = Spiele, T = Tore, V = Vorlagen, Pkt = Punkte, +/− = Plus/Minus, SM = Strafminuten; Fett: Bestwert
| Spieler               | Team                 | Sp | T  | V  | Pkt | +/− | SM |
| --------------------- | -------------------- | -- | -- | -- | --- | --- | -- |
| Jack Eichel           | Vegas Golden Knights | 22 | 6  | 20 | 26  | +14 | 14 |
| Jonathan Marchessault | Vegas Golden Knights | 22 | 13 | 12 | 25  | +17 | 14 |
| Matthew Tkachuk       | Florida Panthers     | 20 | 11 | 13 | 24  | +12 | 74 |
| Mark Stone            | Vegas Golden Knights | 22 | 11 | 13 | 24  | +5  | 8  |
| Roope Hintz           | Dallas Stars         | 19 | 10 | 14 | 24  | +4  | 8  |
| Chandler Stephenson   | Vegas Golden Knights | 22 | 10 | 10 | 20  | +3  | 30 |
| Connor McDavid        | Edmonton Oilers      | 12 | 8  | 12 | 20  | −1  | 0  |
| Leon Draisaitl        | Edmonton Oilers      | 12 | 13 | 5  | 18  | −1  | 10 |
| Jason Robertson       | Dallas Stars         | 19 | 7  | 11 | 18  | ±0  | 2  |
| Iwan Barbaschow       | Vegas Golden Knights | 22 | 7  | 11 | 18  | +14 | 18 |

## Beste Torhüter
Die kombinierte Tabelle zeigt die jeweils drei besten Torhüter in den Kategorien Gegentorschnitt und Fangquote sowie die jeweils Führenden in den Kategorien Shutouts und Siege.
Abkürzungen: Sp = Spiele, Min = Eiszeit (in Minuten), S = Siege, N = Niederlagen, OTN = Overtime-Niederlagen, GT = Gegentore, SO = Shutouts, Sv% = gehaltene Schüsse (in %), GTS = Gegentorschnitt; Fett: Saisonbestwert; Erfasst werden nur Torhüter mit mehr als 240 absolvierten Spielminuten. Sortiert nach bestem Gegentorschnitt.
| Spieler           | Team                 | Sp | Min     | S  | N | GT | SO | Sv%  | GTS  |
| ----------------- | -------------------- | -- | ------- | -- | - | -- | -- | ---- | ---- |
| Frederik Andersen | Carolina Hurricanes  | 9  | 590:18  | 5  | 3 | 18 | 0  | 92,7 | 1,83 |
| Igor Schestjorkin | New York Rangers     | 7  | 427:38  | 3  | 4 | 14 | 0  | 93,1 | 1,96 |
| Adin Hill         | Vegas Golden Knights | 16 | 913:20  | 11 | 4 | 33 | 2  | 93,2 | 2,17 |
| Akira Schmid      | New Jersey Devils    | 9  | 459:46  | 4  | 4 | 18 | 2  | 92,1 | 2,35 |
| Ilja Sorokin      | New York Islanders   | 6  | 369:27  | 2  | 4 | 16 | 0  | 92,9 | 2,60 |
| Sergei Bobrowski  | Florida Panthers     | 19 | 1164:21 | 12 | 6 | 54 | 1  | 91,5 | 2,78 |